# Échallon
Échallon település Franciaországban, Ain megyében. Lakosainak száma 774 fő (2022. január 1.). Échallon Arbent, Belleydoux, Charix, Giron, Oyonnax, Plagne, Saint-Germain-de-Joux és Viry községekkel határos.

## Népesség
A település népességének változása:
| Lakosok száma | 410  | 462  | 550  | 760  | 765  | 762  | 757  | 748  | 756  | 774  |
|               | 1968 | 1982 | 1990 | 2006 | 2013 | 2015 | 2017 | 2019 | 2020 | 2022 |